# 山元哲二
山元 哲二（やまもと てつじ、1935年 - ）は、日本の実業家、馬主。鹿児島県鹿児島市の山元ビルに拠点を置く山元建設興業株式会社および株式会社山元交通の代表を務める傍ら、馬主として宝塚記念を2勝している。

## 馬主活動

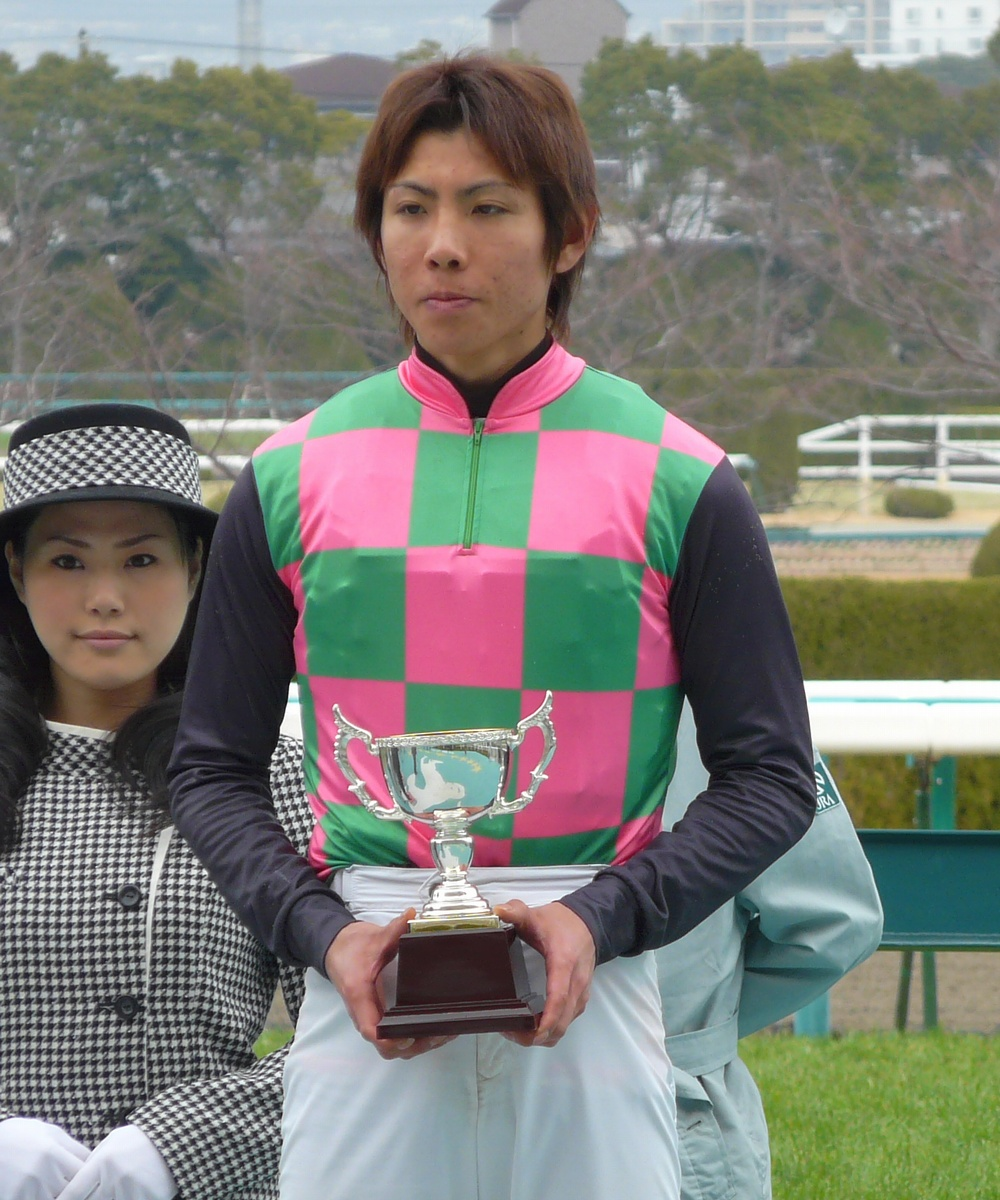
山元の勝負服を着用した北村友一

日本中央競馬会（JRA）および地方競馬全国協会（NAR）に登録する馬主として知られる。勝負服の柄は桃、緑元緑、黒袖、冠名には山元が馬主になった頃に購入したという絨毯「段通」に由来する「ダンツ」を用いるが、かつては「ダンツー」も使用していた。

### 来歴
- 1975年 - 馬主資格取得[要出典]。
- 1989年 - ダンツミラクルが小倉記念を制し、重賞競走初制覇。
- 1995年 - ダンツシアトルが宝塚記念を制し、GI競走初制覇。

## 主な所有馬

### GI級競走優勝馬
- ダンツシアトル（1995年宝塚記念、京阪杯）
- ダンツフレーム（2001年アーリントンカップ、皐月賞2着、東京優駿2着、2002年宝塚記念、安田記念2着、2003年新潟大賞典）

### 重賞競走優勝馬
- ダンツミラクル（1989年小倉記念）
- ダンツダンサー（1994年函館3歳ステークス）
- ダンツシリウス（1998年シンザン記念、チューリップ賞）
- ダンツジャッジ（2003年ダービー卿チャレンジトロフィー、2004年アメリカジョッキークラブカップ）
- ダンツキッチョウ（2005年青葉賞）
- ダンツキッスイ（2008年アーリントンカップ）
- ダンツミュータント（2015年京都ジャンプステークス）
- ダンツプリウス（2016年ニュージーランドトロフィー）
- ダンツエラン（2024年ファンタジーステークス）

### その他の所有馬
- ダンツセントー（1992年アネモネステークス）
- ダンツキャスト（2001年淀短距離ステークス、重賞2着2回）